# لیگ ۲ (اتریش)
لیگ ۲ (آلمانی: 2. Liga) یا لیگ دسته دوم فوتبال اتریش دومین لیگ معتبر فوتبال در کشور اتریش است که در سال ۱۹۷۴ بنیان‌گذاری شده و زیر نظر اتحادیه فوتبال اتریش برگزار میشود.